# سید علینقی دشتی
سید علی‌نقی دشتی، فقیه و شاعر روستای میانخره منطقه دشتی در جنوب ایران بود. که امروزه از توابع شهرستان دشتی در استان بوشهر است.
وی در لغت و نحو تسلط داشت و کتابی بنام «الفیه» در نحو عربی نگاشته‌است. در شعر شریعت تخلص می‌نموده‌است. سید علی‌نقی در سال ۱۳۱۸ خورشیدی درگذشت.
شعرهایی متنوع از جمله دوبیتی از او بجا مانده‌است. نمونه یک دوبیتی از او:
اگر آری به سوی من گذاری
خوشا گر پا به چشمانم گذاری
ولی ترسم از این مقصد در این راه
ز مژگانم خلد در پات خاری
اولین شعر به گویش محلی دشتی نیز در قالب دوبیتی زیر به وی منسوب است:
مو ام میت تو دلم عشکت پنه بیت (ترجمه: من می‌خواهم در دلم عشقت پنهان باشد)
چشام نامهرتم یهو او اش میت (ترجمه: [اما] چشمهایم نمی‌گذاردم، بناگاه از آن آب می‌آید)
تش عشکت دل موش واتووندن (ترجمه: آتش عشقت دل من را گداخته‌است)
نه او چش او دلن ری گپ شی ام میت (ترجمه: نه آب چشم [است، اینها] آب دلم است که روی گونه‌ها[یم] سرازیر می‌شود)